# Jean René Pierre Litoux

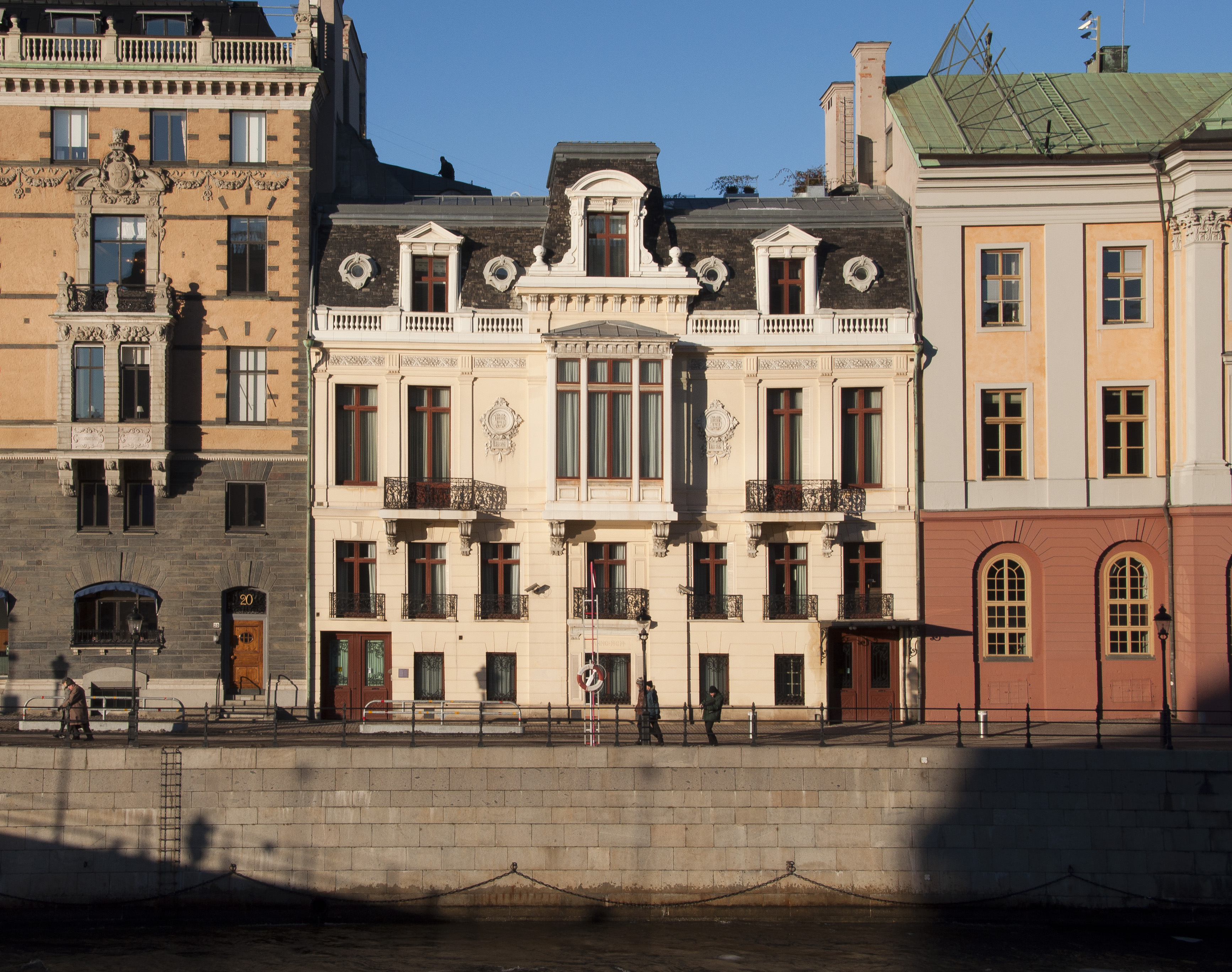
Sagerska huset.

Jean René Pierre Litoux, född 3 april 1839 i Nantes, död 17 januari 1903 i Paris, var en fransk arkitekt och konstnär.
Litoux var elev hos Charles-Auguste Questel vid Ecole des Beaux-Arts i Paris. Han tillhörde Société Française des Architectes och står bakom talrika privata byggnadsverk såsom palats, lanthus, villor och hyreshus. Han erhöll silverpriset för uppförda utställningsbyggnader vid Världsutställningen 1867. Hans tävlingsförslag till kyrkan Saint-Bruno i Grenoble prisbelönades 1869. Litoux ägnade sig även med framgång åt gravyr och ställde ut på Parissalongen 1880–1883.
I Sverige är Litoux i dag mest känd för sina ritningar till nuvarande statsministerbostaden Sagerska huset i Stockholm. Husets ägare, den arkitekturintresserade Robert Sager, hade under sina år som diplomat i den franska huvudstaden handletts av Litoux i arkitekturstudier. Litoux ritade förlagan till husets nya fasader vilka sedan bearbetades av Sager. Han står även bakom ett hus på Hamngatan 14 i det numera rivna komplexet Sagerska husen.